# Regno di Nanzhao
Il Regno di Nanzhao (Cinese tradizionale: 南詔; Cinese semplificato: 南诏; pinyin: Nánzhào; o anche Nanchao; Nan Chao) era un regno della popolazione Bai che fiorì nell'Asia orientale durante l'VIII e il IX secolo. Era situato prevalentemente nell'attuale provincia cinese dello Yunnan.
Originalmente c'erano parecchie tribù Bai che colonizzavano le fertili aree attorno al lago Erhai. Queste tribù erano chiamate 
Mengshe (蒙舍), Mengsui (蒙嶲), Langqiong (浪穹), Dengtan (邆賧), Shilang (施浪), e Yuexi (越析). Ogni tribù aveva il suo regno, detto zhao.
Un capo dei Mengshe, Xinuluo (細奴邏), aiutato dalla Dinastia Tang della Cina, riunì tutte le tribù e nel 737 costituì il regno che fu inizialmente tributario dei Tang. Il regno venne chiamato Nanzhao; il vocabolo nella lingua cinese significa Regno del sud.
Nel 902 la dinastia fu rovesciata e alcuni usurpatori regnarono sul territorio che era stato di Nanzhao, finché Duan Siping prese il potere nel 937 e stabilì il Regno di Dali.